# Vitesse de satellisation minimale
Pour les articles homonymes, voir Vitesse (homonymie).
Ne doit pas être confondu avec vitesse de libération.
 (septembre 2024).
Si vous disposez d'ouvrages ou d'articles de référence ou si vous connaissez des sites web de qualité traitant du thème abordé ici, merci de compléter l'article en donnant les références utiles à sa vérifiabilité et en les liant à la section « Notes et références ».
La vitesse de satellisation minimale (en anglais : minimum velocity of orbitation) est, dans le domaine de l'astronautique, la vitesse minimale qu'il faudrait théoriquement communiquer à un corps au départ d'un astre pour le satelliser au plus près de ce dernier sur une orbite circulaire. 
Pour la Terre, cette vitesse, dite aussi « première vitesse cosmique » (en anglais : first space velocity), est d'environ 7,9 kilomètres par seconde (soit environ 28 440 kilomètres par heure) par rapport à un référentiel inertiel géocentrique.

## Formule
La vitesse de satellisation minimale est couramment notée {\displaystyle v_{s}} ou {\displaystyle v_{min}} et donnée par la formule :
{\displaystyle v_{s}={\sqrt {\frac {GM}{R}}}={\sqrt {\frac {\mu }{R}}}}
où :
- {\displaystyle G} est la constante gravitationnelle : {\displaystyle G=6,673\ 84(80)\times 10^{-11}\ {\mbox{m}}^{3}\ {\mbox{kg}}^{-1}\ {\mbox{s}}^{-2}} (les chiffres entre parenthèses donnant la valeur de l'incertitude standard, qui est {\displaystyle \pm 0{,}000\,80\times 10^{-11}\;{\rm {m^{3}\cdot kg^{-1}\cdot s^{-2}}}}) ;
- {\displaystyle M} est la masse de l'astre ;
- {\displaystyle R} est son rayon ;
- {\displaystyle \mu } est le paramètre gravitationnel standard associé à la masse de l'astre : {\displaystyle \mu =GM}.

Le carré de la vitesse de satellisation minimale est ainsi proportionnel à la masse de l'astre et à l'inverse de son rayon :
{\displaystyle v_{s}^{2}\propto {M}} et {\displaystyle v_{s}^{2}\propto {\frac {1}{R}}}.

## Remarques
La vitesse de satellisation minimale est la vitesse minimale nécessaire à un corps pour être placé (et rester) en orbite autour de l'astre, et donc pour ne pas retomber dessus ; elle correspond à la vitesse que doit posséder le corps pour être en orbite circulaire à distance minimale de l'astre (rayon {\displaystyle R} de l'astre). 
Si la vitesse du corps envoyé depuis l'astre est inférieure à la vitesse de satellisation minimale, le corps retombe sur l'astre ; si la vitesse est égale à la vitesse de satellisation minimale, le corps est placé en orbite circulaire à distance R de l'astre ; si la vitesse est supérieure à la vitesse de satellisation minimale (mais inférieure à la vitesse de libération), le corps aura une trajectoire elliptique ou circulaire de rayon plus important; si la vitesse est supérieure ou égale à la vitesse de libération, le corps échappera définitivement à l'attraction gravitationnelle de l'astre en suivant une hyperbole.
Pour un corps en orbite circulaire autour de la planète à une distance {\displaystyle D} entre l'astre et le corps ({\displaystyle D>R}), la vitesse du corps sur l'orbite circulaire vaut : {\displaystyle V={\sqrt {GM \over D}}}

## Démonstration de la formule
L'astre est supposé sphérique et de centre de masse confondu avec le centre de la sphère. La seule force appliquée au corps est la force gravitationnelle. On se place dans un référentiel galiléen associé à l’astre et on suppose le corps en mouvement circulaire et uniforme autour de l'astre dans ce référentiel.
Le principe fondamental de la dynamique appliqué au corps et projeté dans le Repère de Frenet lié au satellite en orbite circulaire donne :
{\displaystyle m~a={\frac {GMm}{{D}^{2}}}} soit : {\displaystyle a={\frac {GM}{{D}^{2}}}}
Avec :
- {\displaystyle {a}\ }, l'accélération du corps,
- {\displaystyle {G}\ }, la constante gravitationnelle universelle,
- {\displaystyle {m}\ }, la masse du corps,
- {\displaystyle {M}\ }, la masse de l'astre,
- {\displaystyle {D}\ }, la distance entre le corps et le centre de masse de l'astre, {\displaystyle D>R}, avec R rayon de l'astre,

Comme le mouvement est circulaire uniforme, l'accélération est normale à la trajectoire dirigée vers le centre de l'astre (accélération centripète), et elle s'écrit:
{\displaystyle a={\frac {{V}^{2}}{D}}}
Avec :
- {\displaystyle {V}\ }, la vitesse tangentielle (à la trajectoire)

On obtient donc {\displaystyle {\frac {{V}^{2}}{D}}={\frac {GM}{{D}^{2}}}}, d'où la vitesse du corps sur une orbite circulaire : {\displaystyle V={\sqrt {GM \over D}}}
Et pour {\displaystyle D=R} on obtient la vitesse de satellisation minimale : {\displaystyle V={\sqrt {GM \over R}}}